# Attila m/1872

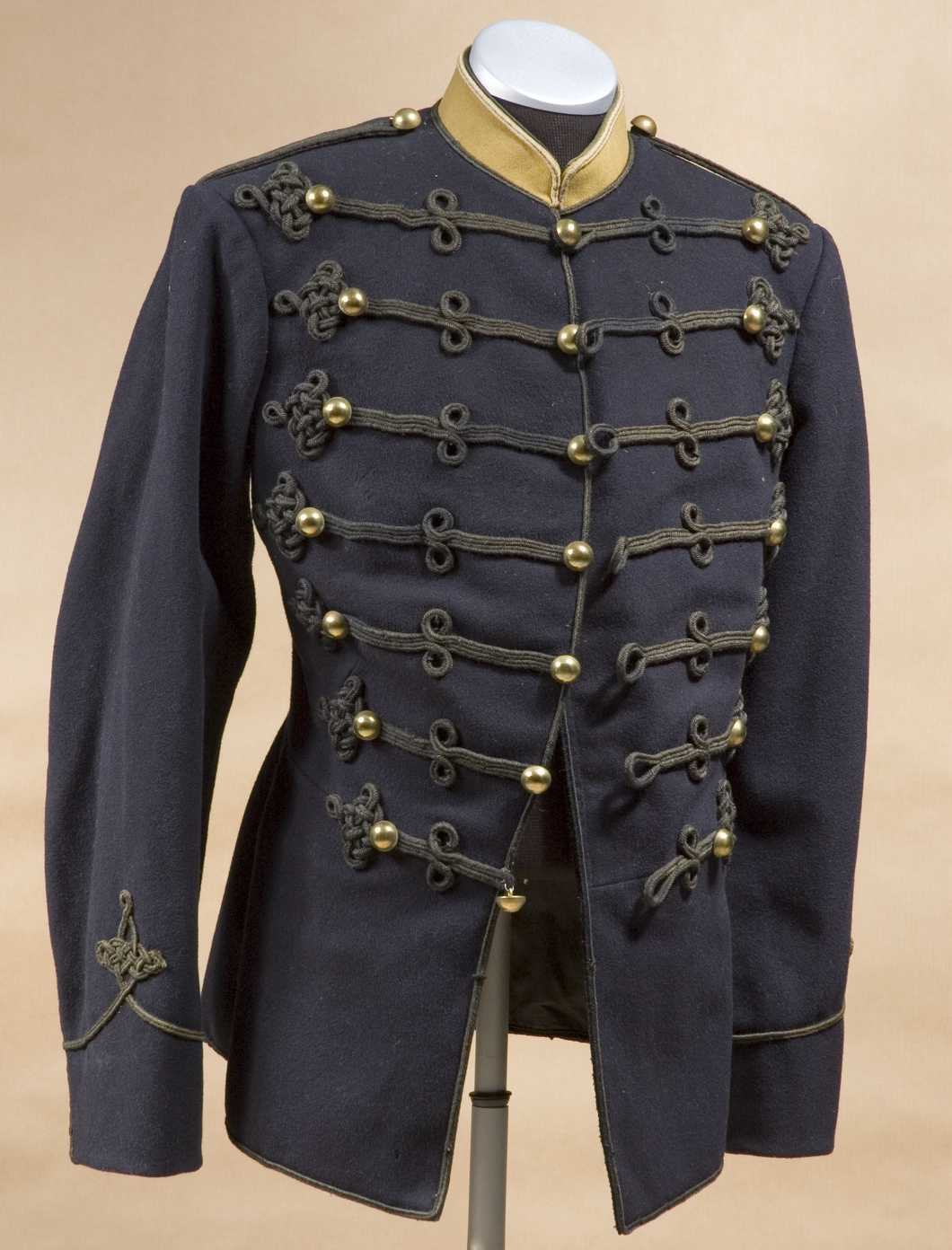
Attila m/1872 för manskap vid Första Göta artilleriregemente (A 2).

Attila m/1872 var en attila som användes inom försvarsmakten (dåvarande krigsmakten).

## Utseende
Denna attila är av mörkblått kläde med svart foder samt har en 4 - 4,5 cm hög ståndkrage att igenhäktas nedtill. På kragens övre del finns ett svart beläggningssnöre av redgarn vilken för Första Göta artilleriregemente (A2) var gult samt för Wendes artilleriregemente vitt. Attilan är försedd med tre knapprader om sju knappar vardera. Dessa förbinds med dubbla fyrkantssnören av redgarn. I vänstra skörteln finns även en innerficka.

### Kragens färger
|  | Mellanblå | A 1 | Första Svea artilleriregemente                            |
|  | Gul       | A 2 | Första Göta artilleriregemente                            |
|  | Vit       | A 3 | Wendes artilleriregemente                                 |
|  | Orangegul | A 4 | Norrlands artilleriregemente                              |
|  | Granatröd | A 5 | Andra Svea artilleriregemente                             |
|  | Högröd    | A 6 | Andra Göta artilleriregemente                             |
|  | Grön      | A 7 | Gotlands artillerikår                                     |
|  | Mörkblå   | A 8 | Vaxholms artillerikår Boden-Karlsborgs artilleriregemente |
|  | Mörkblå   | A 9 | Positionsartilleriregementet Karlsborgs artillerikår      |

## Användning
Denna attila var mycket lik attila m/1873 och det är endast vissa detaljer som skiljer. Denna modell bars av artilleriets manskap medan den andra bars av artilleriets officerare.
Idag används bland annat attila m/1872 och m/1873 av några av de militärkulturhistoriska föreningarna:
Göta artilleriregemente (A 2) av Artilleriavdelningen i Göteborg, AiG.
Wendes artilleriregemente (A 3) av Wendes artilleridivision, WAD, i Kristianstad.
Norrlands artilleriregemente (A 4) av Jämtlands Fältartilleri, JFA, i Östersund.

## Fotografier

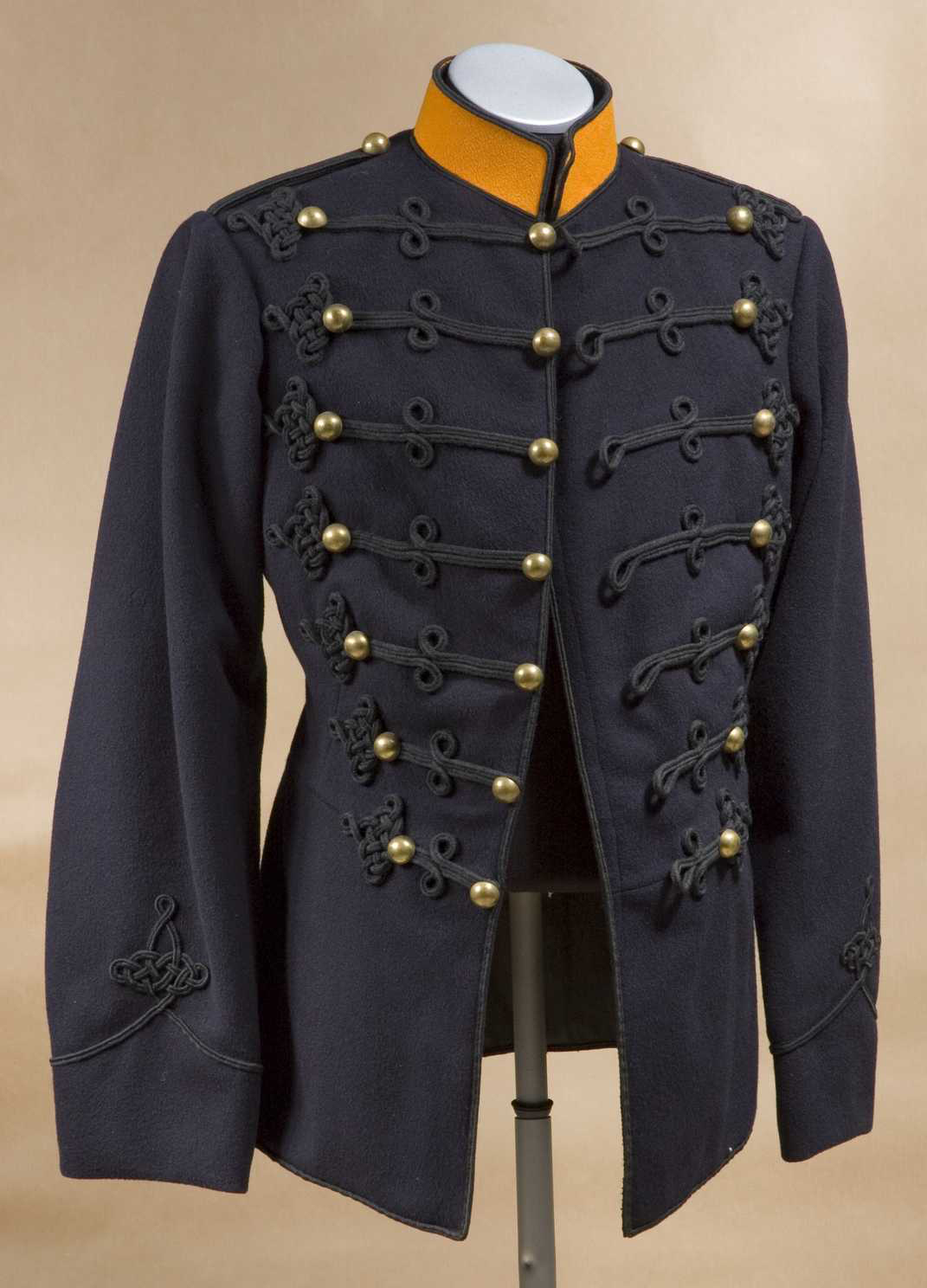
Attila m/1872 för manskap vid Norrlands artilleriregemente (A 4).
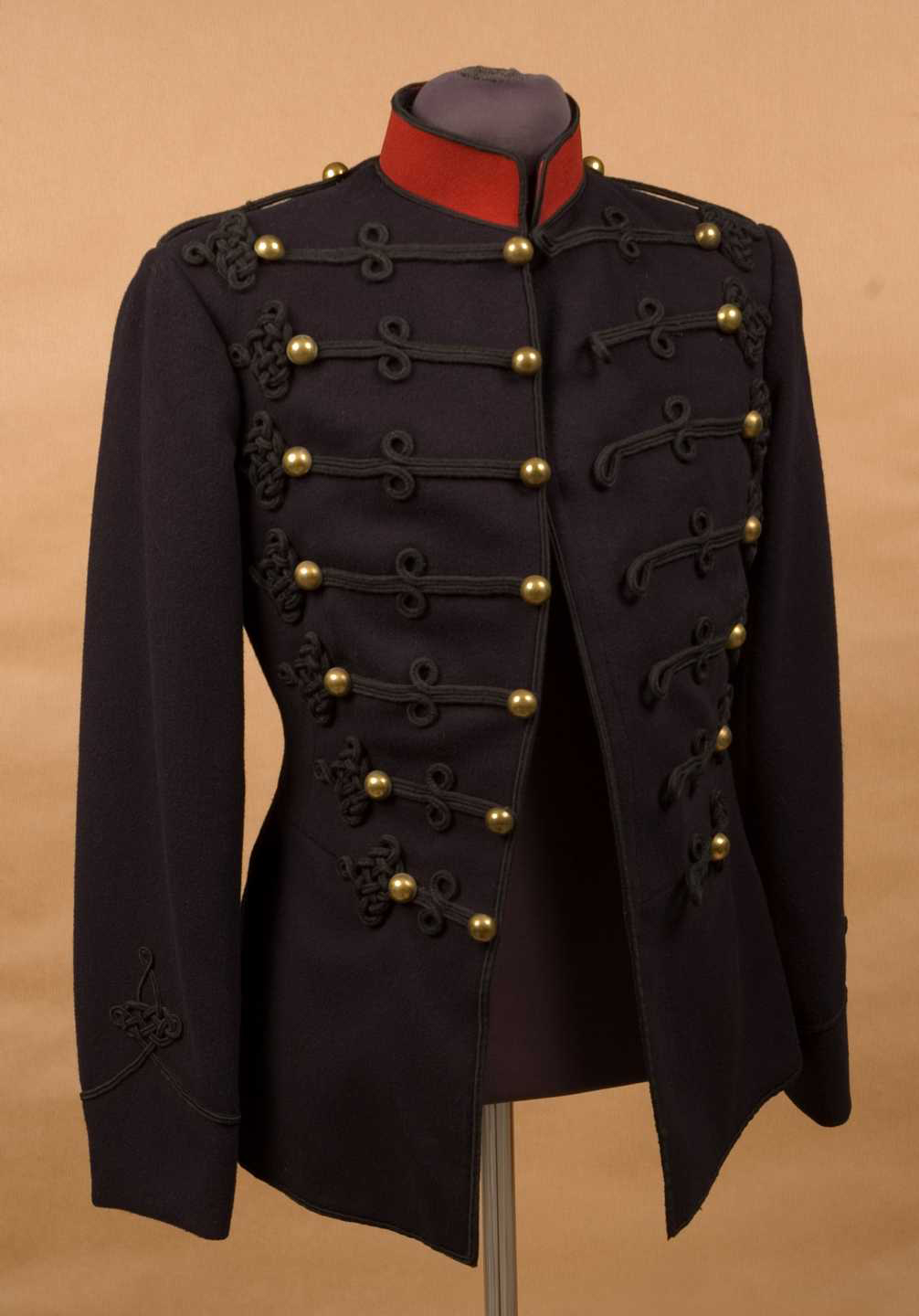
Attila m/1872 för manskap vid Andra Svea artilleriregemente (A 5).
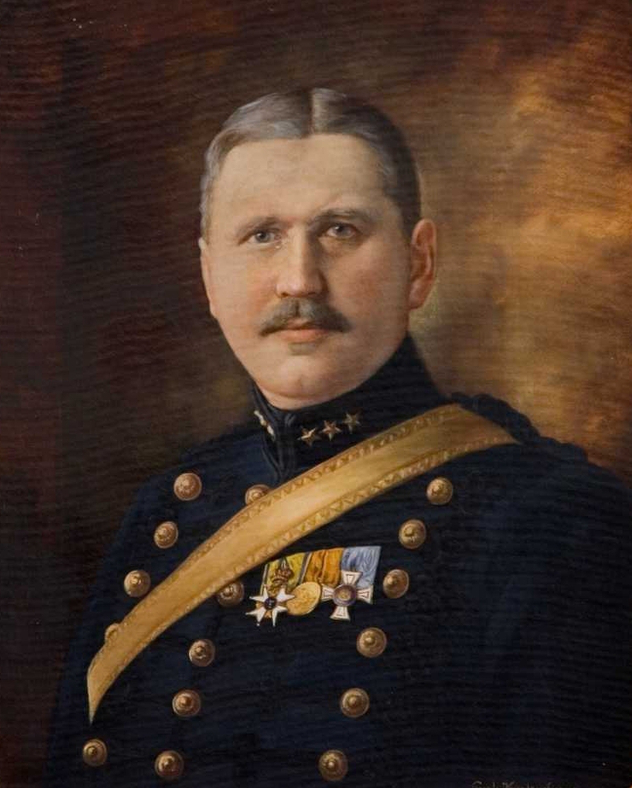
Oswald Kuylenstierna iklädd attila m/1872 för en major vid Positionsartilleriregementet (A 9).